# Võ gậy hiện đại

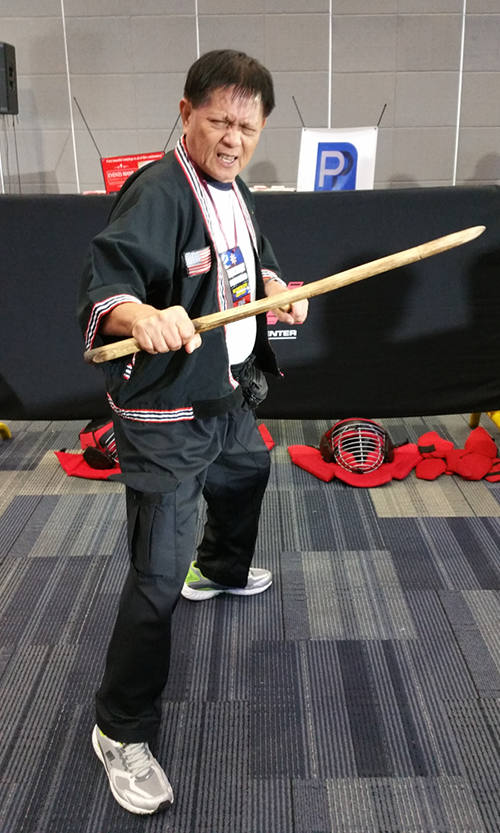
Grandmaster Jerry Dela Cruz và võ gậy hiện đại.

Arnis hiện đại là một hệ thống Võ thuật Philippines được sáng lập bởi Remy Presas quá cố làm một hệ thống tự vệ. Mục tiêu của ông là tạo ra một phương pháp luyện tập không có chấn thương cũng như một hệ thống tự vệ hiệu quả để bảo vệ các hệ thống Arnis cũ hơn. Thuật ngữ Arnis hiện đại cũng được em trai của Remy Presas là Ernesto Presas để mô tả phong các võ thuật Philippines của ông; kể từ năm 1999, Ernesto Presas đã gọi hệ thống của mình là Kombatan.